# Туртуарак
Туртуара́к (фр. Tourtoirac) — коммуна во Франции, находится в регионе Аквитания. Департамент — Дордонь. Входит в состав кантона От-Перигор-Нуар. Округ коммуны — Перигё.
Код INSEE коммуны — 24555.

## География

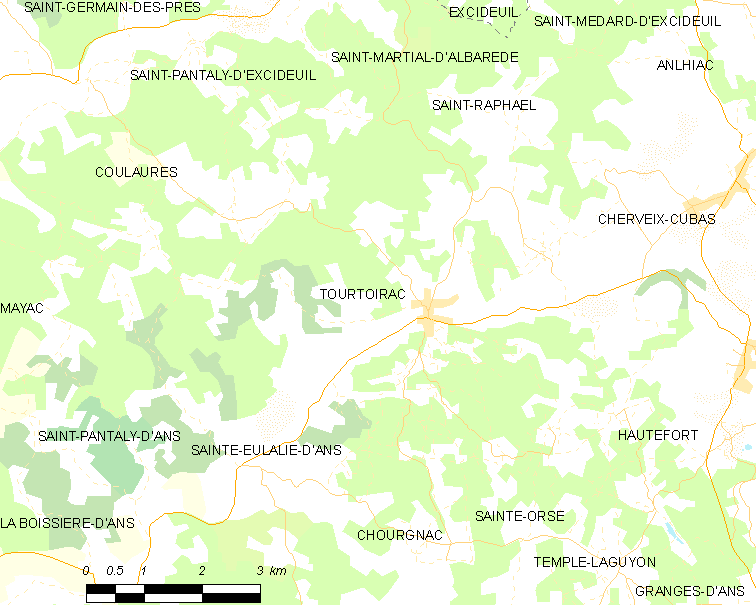
Карта коммуны

Коммуна расположена приблизительно в 410 км к югу от Парижа, в 140 км восточнее Бордо, в 29 км к востоку от Перигё.
По территории коммуны протекает река Овезер.

### Климат
Климат умеренный океанический со средним уровнем осадков, которые выпадают преимущественно зимой. Лето здесь долгое и тёплое, однако также довольно влажное, здесь не бывает регулярных периодов летней засухи. Средняя температура января — 5 °C, июля — 18 °C. Изредка вследствие стечения неблагоприятных погодных условий может наблюдаться непродолжительная засуха или случаются поздние заморозки. Климат меняется очень часто, как в течение сезона, так и год от года.

## Население
Население коммуны на 2010 год составляло 651 человек.
| 1962 | 1968 | 1975 | 1982 | 1990 | 1999 | 2010 |
| ---- | ---- | ---- | ---- | ---- | ---- | ---- |
| 798  | 849  | 754  | 756  | 654  | 611  | 651  |

## Администрация
| Период | Период | Фамилия       | Партия                    | Примечания |
| ------ | ------ | ------------- | ------------------------- | ---------- |
| 1995   | 2020   | Доминик Дюран | Союз за народное движение | фермер     |

## Экономика
В 2010 году среди 383 человек трудоспособного возраста (15-64 лет) 236 были экономически активными, 147 — неактивными (показатель активности — 61,6 %, в 1999 году было 66,1 %). Из 236 активных жителей работали 213 человек (117 мужчин и 96 женщин), безработных было 23 (11 мужчин и 12 женщин). Среди 147 неактивных 16 человек были учениками или студентами, 90 — пенсионерами, 41 были неактивными по другим причинам.

## Достопримечательности
- Аббатство Св. Петра в оковах[фр.] (XII век). Исторический памятник с 1960 года[5]
- Пещера Клотр, обнаруженная в 1995 году[6]

## Фотогалерея

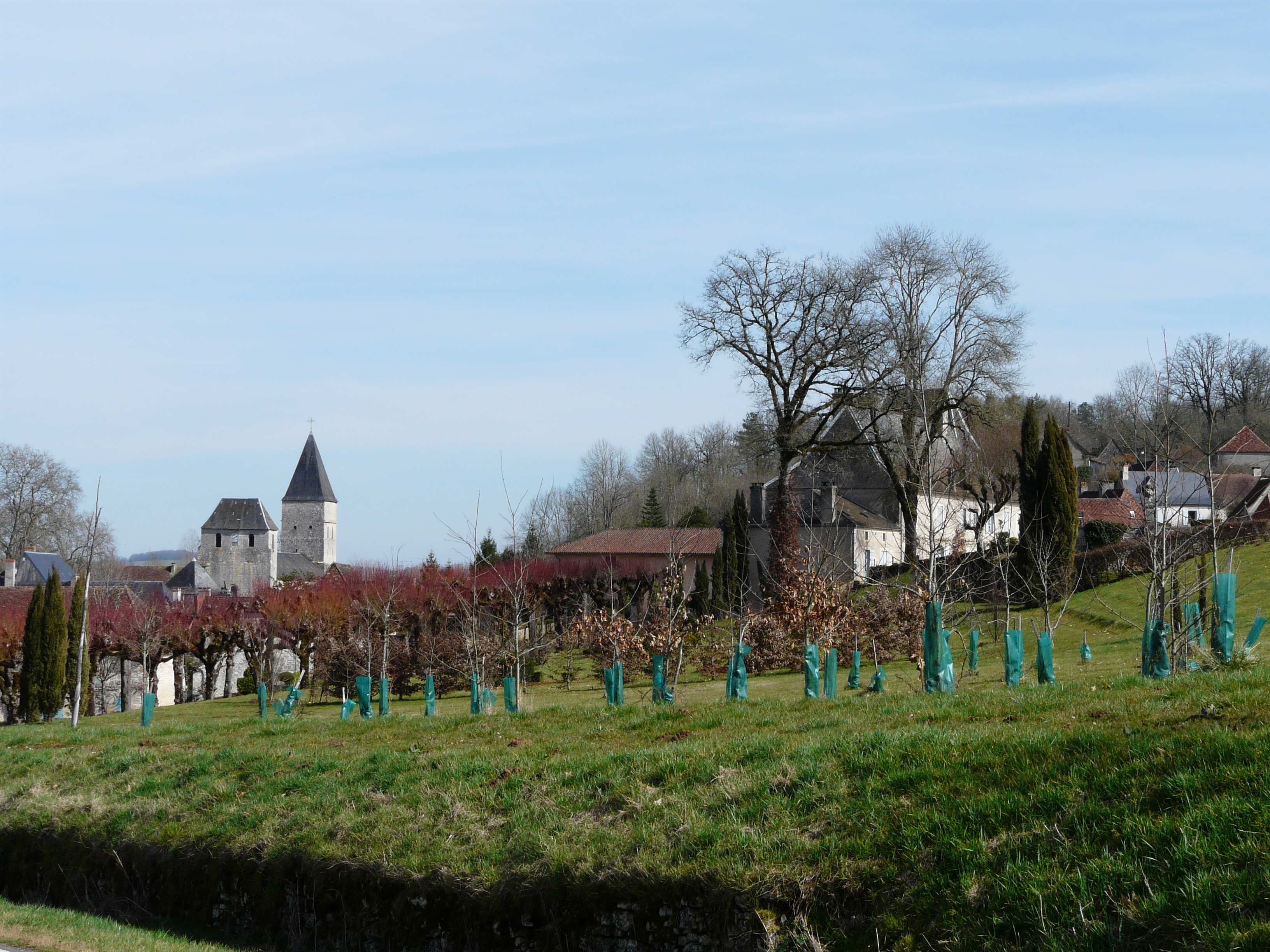
Туртуарак
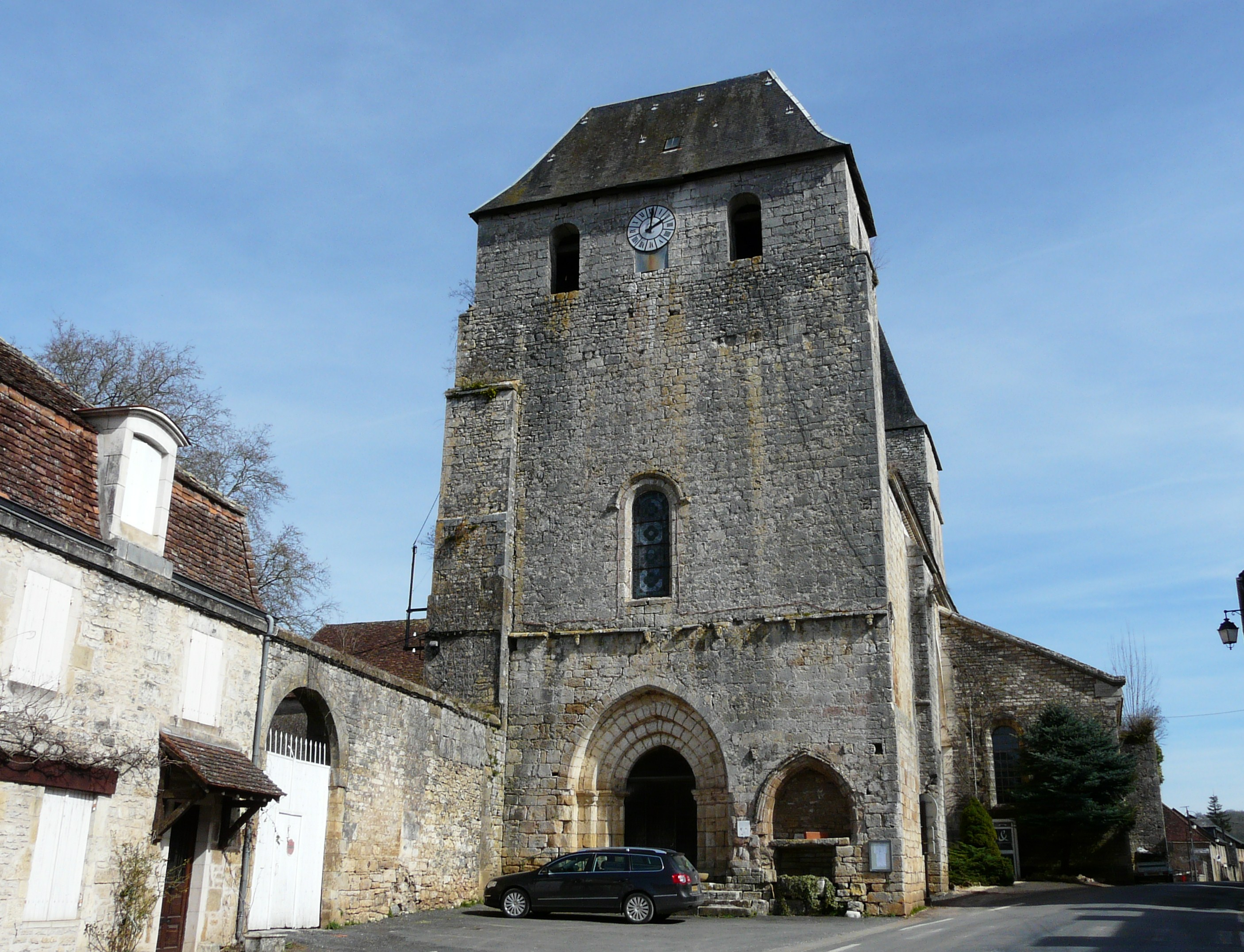
Аббатство Св. Петра в оковах
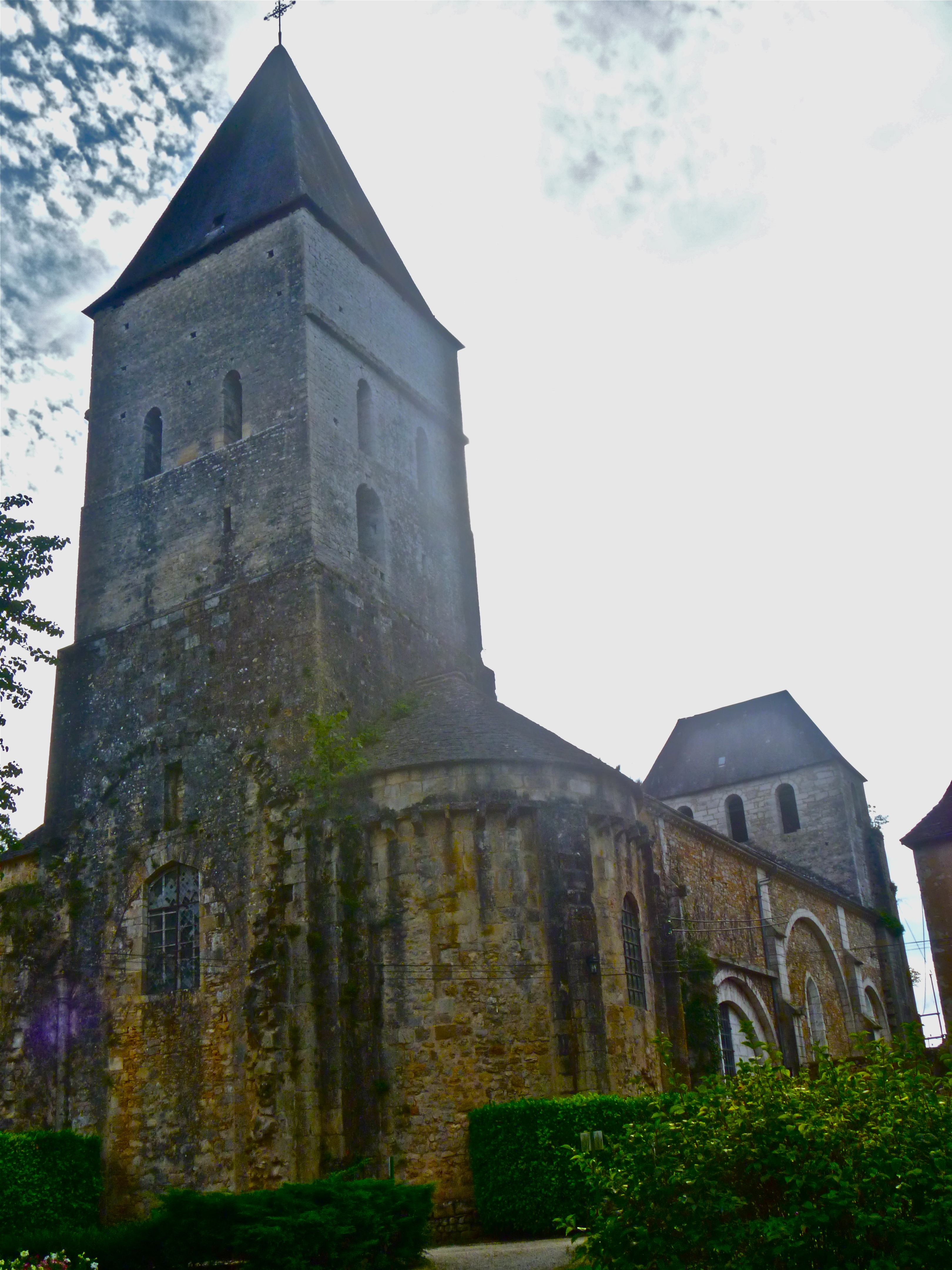
Аббатство Св. Петра в оковах
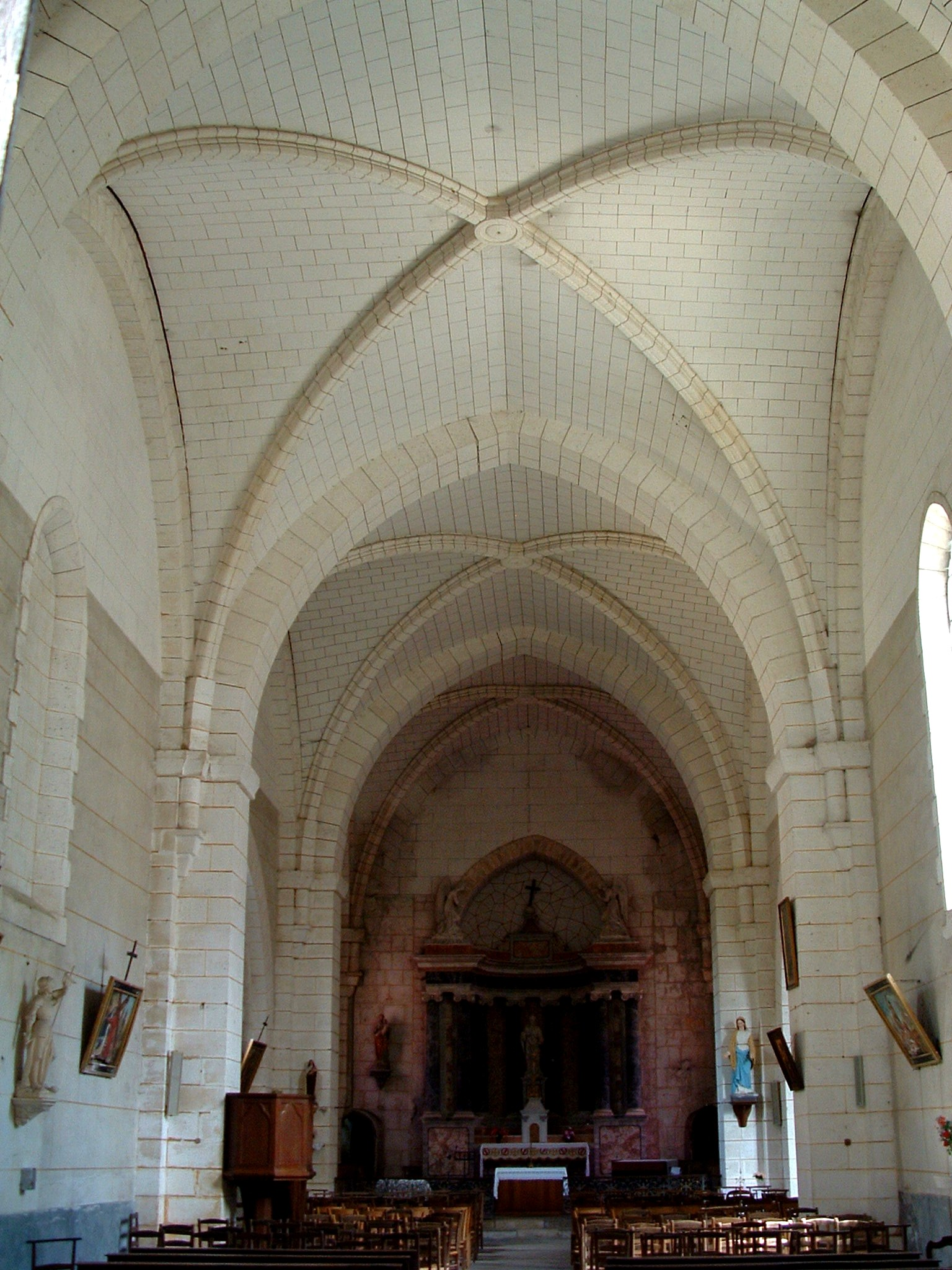
Интерьер церкви аббатства
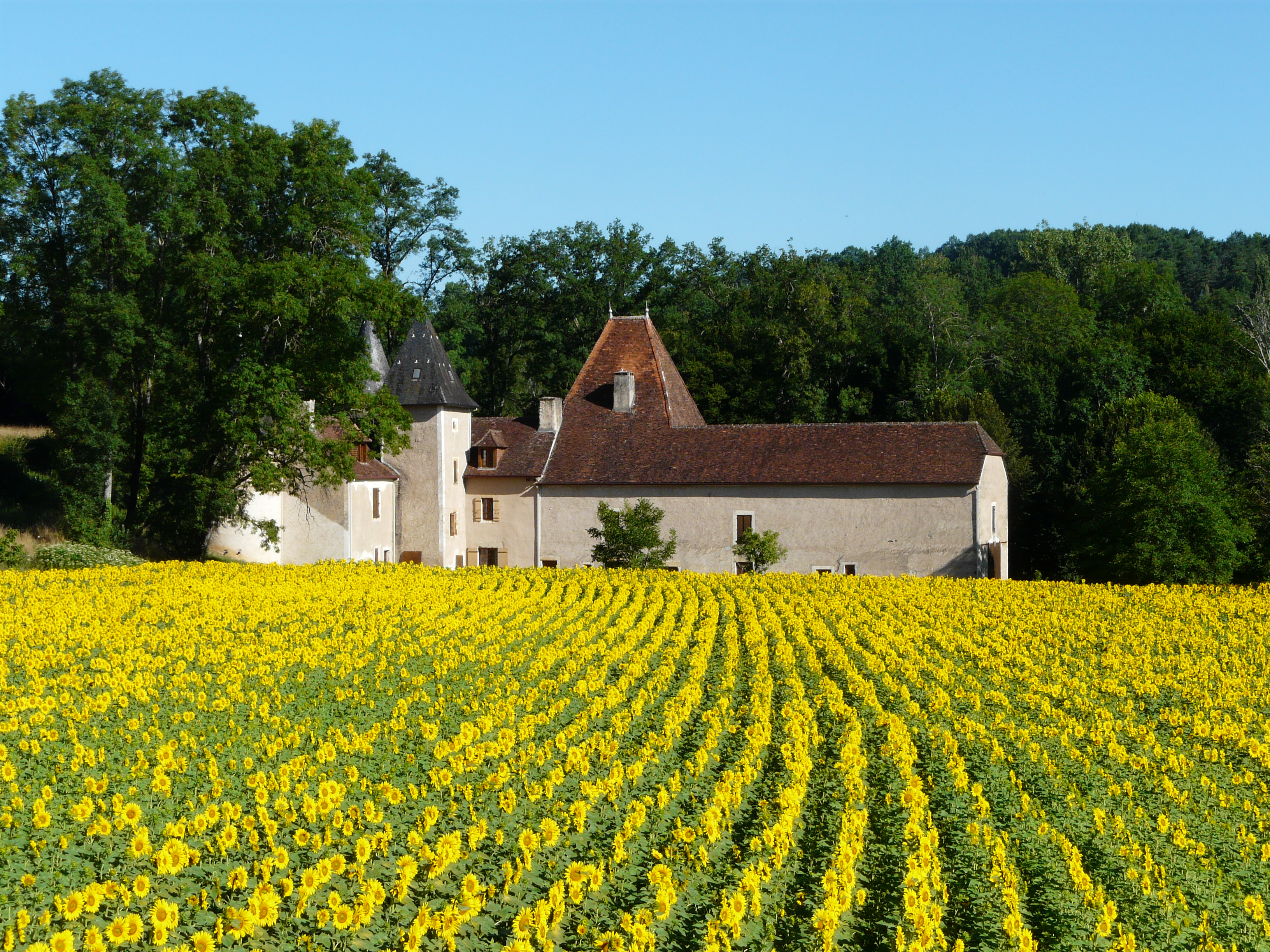
Усадьба Фарж
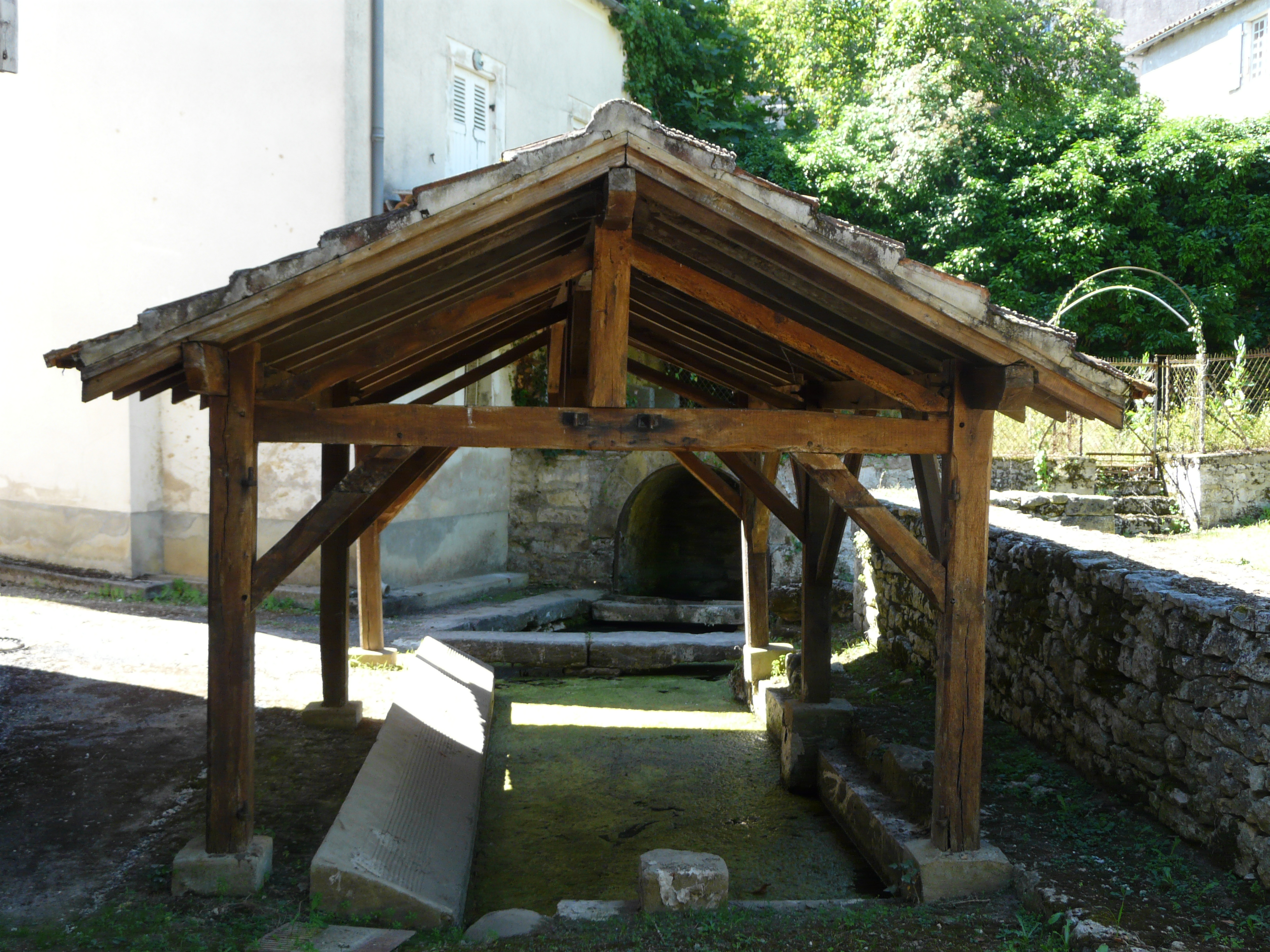
Общественная прачечная
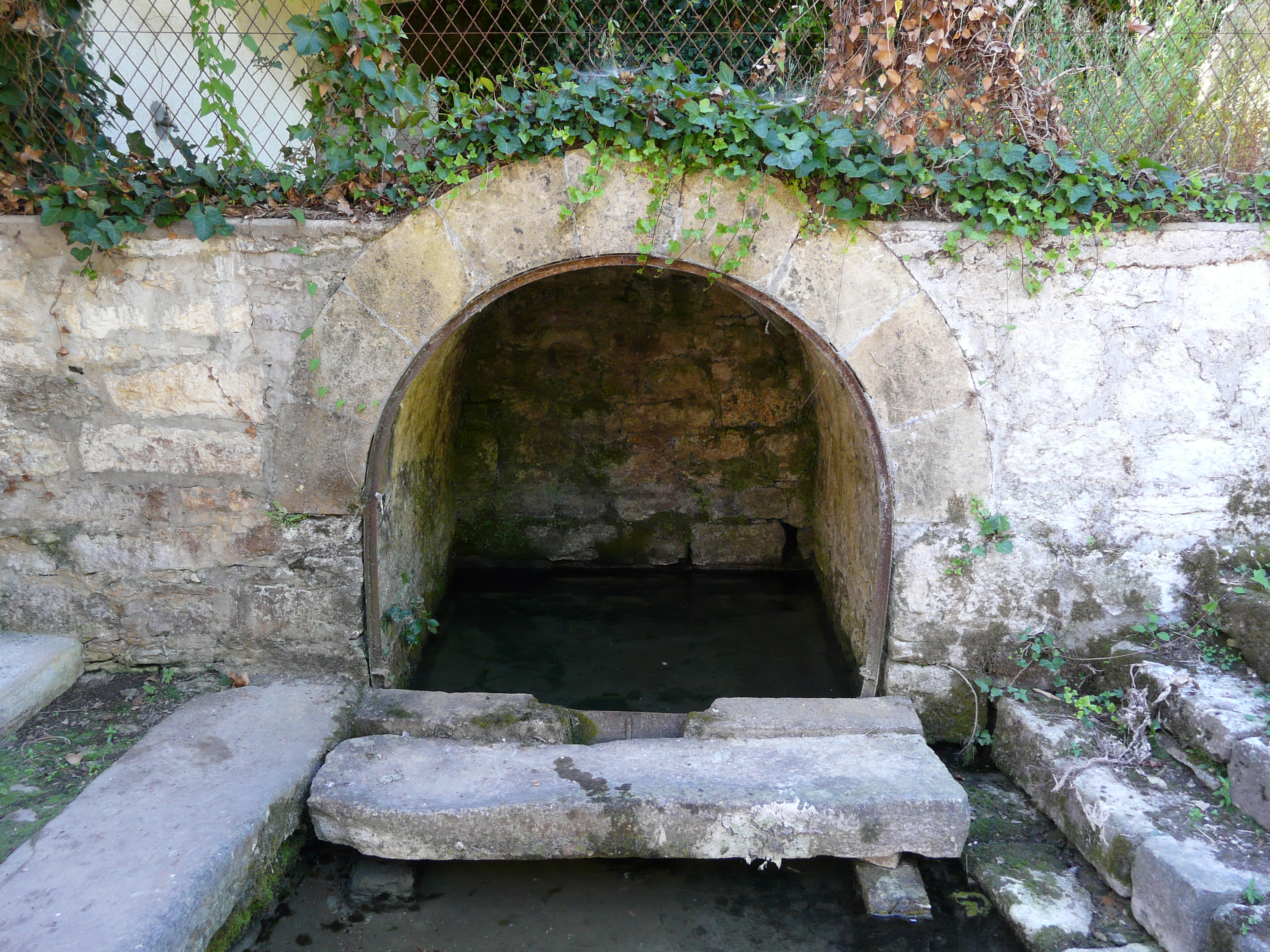
Фонтан
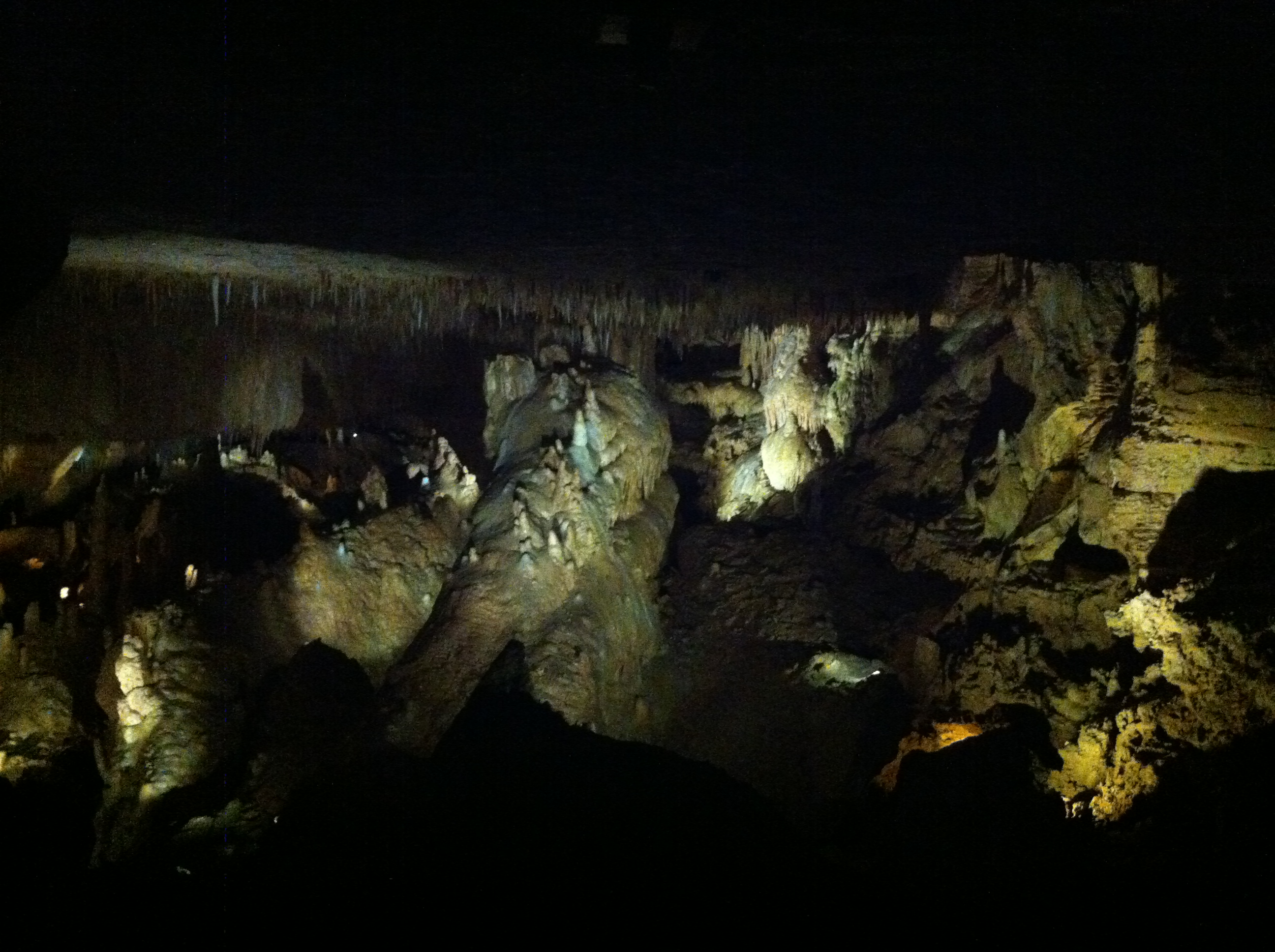
Пещера Клотр
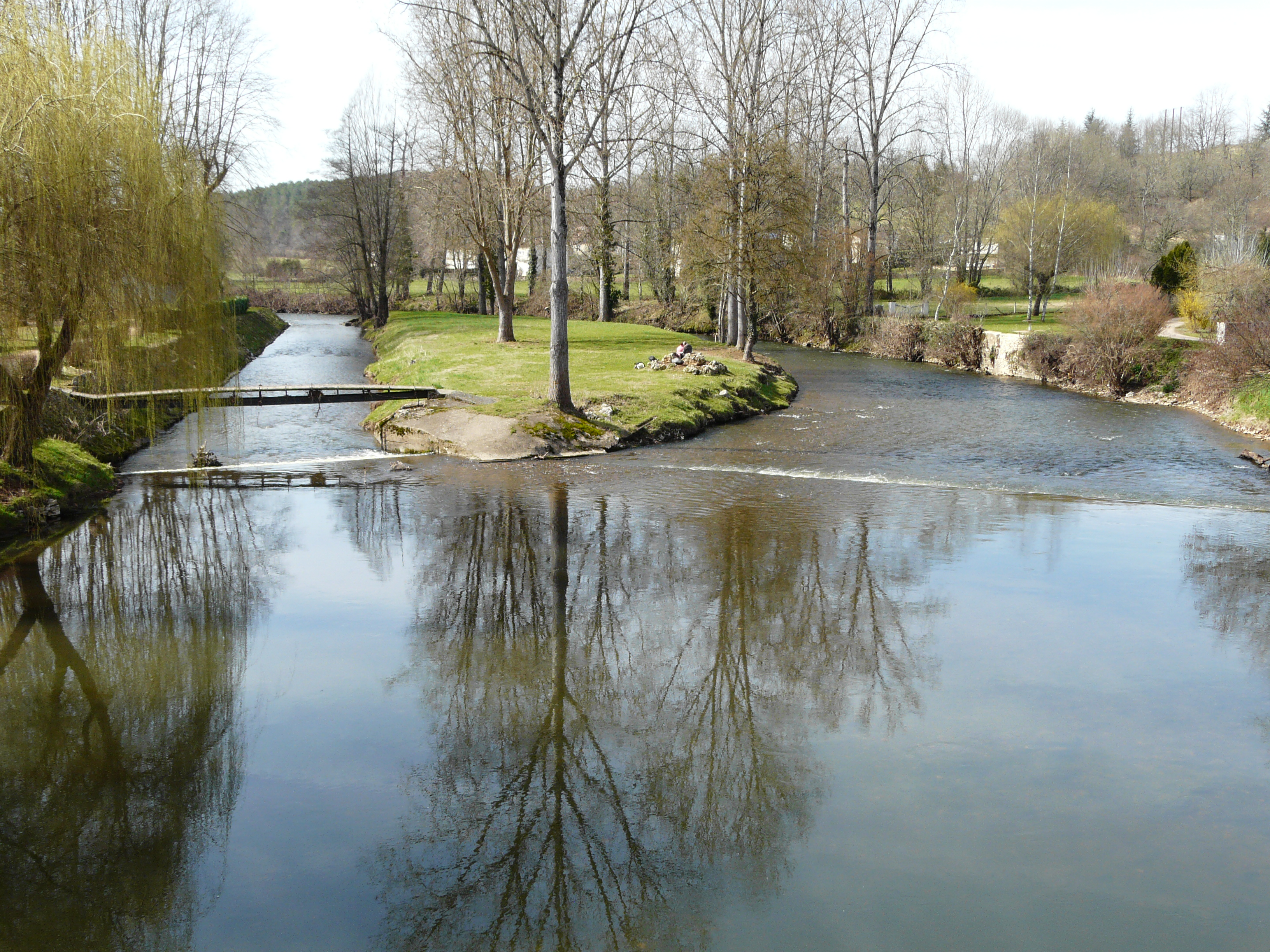
Река Овезер